# Georg Bredig
Georg Bredig, född 1 oktober 1868 i Glogau, Provinsen Schlesien, död 24 april 1944 i New York, var en tysk fysikalisk kemist. 
Bredig var verksam vid Universität Leipzig 1895–1901 och var professor i kemi vid Universität Heidelberg 1901–1910, vid ETH Zürich 1910 och Technische Hochschule Karlsruhe 1911–1933.
Bredig utförde grundläggande forskning inom katalys genom att framställda kolloidala dispersioner av metaller och jämföra de katalytiska egenskaperna hos dess metallkolloider med verkan av enzymer. Han gjorde också betydelsefulla insatser inom reaktionskinetik och elektrokemi.
Efter nazisternas maktövertagande 1933 blev Bredig tvungen att lämna sin universitetspost på grund av hans judiska påbrå, trots att han själv betraktade sig som protestant. Han erbjöds senare en tjänst vid Princeton University, vilket gjorde det möjligt för honom att emigrera till USA 1940.